# CASS4
CASS4 (اختصارًا لاسم Cas scaffolding protein family member 4) هو بروتين في البشر يُشفر عبر جين CASS4.

## روابط خارجية
- تفاصيل أكثر عن CASS4 على موقع متصفح جينوم جامعة كاليفورنيا سانتا كروز [الإنجليزية].